# 인비저블 레인
《인비저블 레인》(일본어: インビジブルレイン)은 혼다 테츠야의 소설 작품이다. 히메카와 레이코 시리즈 제4작.
같은 히메카와 레이코 시리즈의 제1작과 같은 《스트로베리 나이트》의 타이틀로 영화화되어 2013년 1월 26일에 일본에서 개봉되었다.

## 개요
지금까지 경시청이나 히메카와반이라고 하는 후원자가 있던 가운데 활약하고 있던 것에 대해, 본작에서는 경시청 상층부의 압력에 노출되어 누구에게도 의지할 수 없는 상황에서의 히메카와의 단독 수사, 그리고 히메카와 자신의 금단의 연애가 그려진다. 그리고 본작으로 히메카와반 나아가서는 시리즈의 전환점이라고도 말할 수 있는 결말을 맞이한다. 모두에게는 이야기의 중요 인물인 야나이 켄토의 모놀로그가 삽입되고 있다.

## 등장인물

### 경시청 수사 1과
히메카와 레이코
수사 1과 살인범 수사 제10계(히메카와반) 주임 경부보.
키쿠타 카즈오
히메카와반 순사 부장.
이시쿠라 타모츠
히메카와반 순사 부장.
유다 코헤이
히메카와반 경장.
하야마 노리유키
히메카와반 경장.
이마이즈미 하루오
수사 1과 10계장 경부.
카츠마타 켄사쿠
수사 1과 살인범 수사 5계(카츠마타반) 주임 경부보.
쿠사카 마모루
수사 1과 살인범 수사 10계(쿠사카반) 주임 경부보.
하시즈메 슌스케
수사 1과 관리관 경시.

### 경시청 형사부 관계자
와다 토오루
수사 1과 과장 경시정. 이전에는 수사 1과 7계의 주임이었다.
나가오카
형사부장 경시감.

### 경시청 조직범죄 대책부
시모이 마사후미
나카노서 형사 조직범죄 대책과·폭력범 수사계 담당 계장 경부보.
마츠야마
조대 4과 폭력범 수사 6계 계장.
외

## 영화
영화에서는 히메카와의 연애 묘사에 있어서의 키쿠다·마키타와의 삼각 관계를 강조한 내용이 되어, 사건의 흐름도 소설과는 다른 것이 되고 있다. 개봉 첫주의 일본 관객 동원 랭킹에서는 1위를 기록했다.

## 같이 보기
- 히메카와 레이코 시리즈
  - 스트로베리 나이트 - 시리즈 제1작. 및, 시리즈 영상화 작품의 타이틀.
  - 소울 케이지 - 시리즈 제2작.
  - 시머트리 - 시리즈 제3작.
  - 감염유희 - 스핀오프 작품.